# Mate. Feed. Kill. Repeat.
Mate. Feed. Kill. Repeat. je první album metalové skupiny Slipknot. Vydáno bylo 31. října 1996, ale pouze v omezeném nákladu 1000 kusů. Kapela původně distribuovala některé z těchto kopií sama, ale posledních několik kusů vydala za pomoci -ismist Recordings v roce 1997. Vzhledem k tomu, že album vyšlo pouze v limitovaném množství, tak se po vzestupu kapely stalo velmi vyhledávané fanoušky.
I přes to, že deska byla brána za první studiové album, kapela ji považuje za demo a většinu z písní vydala na budoucích albech, byť obvykle v radikálně pozměněných verzích. Album bylo nahráno v Des Moines ve státě Iowa během čtyř měsíců. Hudba na něm byla značně ovlivněna mnoha jinými hudebními žánry, jako funk, jazz a disco, což už není tak patrné na novějších albech. Mnoho textů a názvů písní je odvozeno ze hry Werewolf: The Apocalypse. Písně se, více než na následujících deskách, vyznačují důrazem na melodičnost.

## Seznam skladeb
Všechny skladby napsal(i) Slipknot. 
| Pořadí         | Název | Délka |
| -------------- | --- | ----- |
| 1.             | Slipknot | 6:55  |
| 2.             | Gently | 5:16  |
| 3.             | Do Nothing/Bitchslap                                                                                                  | 4:19  |
| 4.             | Only One | 2:33  |
| 5.             | Tattered & Torn | 2:35  |
| 6.             | Confessions | 5:05  |
| 7.             | Some Feel | 3:36  |
| 8.             | Killers Are Quiet (Píseň "Killers Are Quiet" končí v čase 10:25. Tajná skladba "Dogfish Rising" začíná v čase 15:35.) | 20:42 |
| Celková délka: | Celková délka: | 51:03 |

## Obsazení
- Anders Colsefni – zpěv, perkuse, samplování
- Donnie Steele – kytara
- Josh Brainard – kytara, doprovodný zpěv
- Paul Gray – basová kytara, doprovodný zpěv
- Shawn Crahan – perkuse, doprovodný zpěv, samplování
- Joey Jordison – bicí